# Enicospilus moea
Enicospilus moea là một loài tò vò trong họ Ichneumonidae.